# Florin Popescu
Florin Popescu (* 30. srpna 1974, Iancu Jianu, Rumunsko) je rumunský rychlostní kanoista. Na Letních olympijských hrách 2000 v Sydney získal zlatou medaili na deblkanoi na trati 1000 metrů a bronzovou na trati 500 metrů. V obou závodech byl jeho partnerem v lodi Mitică Pricop. Stal se též sedmkrát mistrem světa.